# 岩井克之
岩井 克之（いわい かつゆき、1994年〈平成6年〉7月13日 - ）は、日本の俳優。北海道出身。

## 来歴・人物
2019年に舞台「毛皮のマリー」に出演。
同年、PARCOプロデュース舞台「転校生」に出演。2000件を超える応募の中から42名のキャストの1人として選ばれ、吉井竜生役を演じた。
2021年　舞台「夏の夜の夢」に出演。
2022年　映画「ケイコ 目を澄ませて」に出演。映画「きみの鳥はうたえる」のメイキングを担当していたことや、コンビニでのバイト経験が本作へ出演するきっかけの一部となった。
2023年　俳優、脚本家4人からなるグループ「俺フィク：俺たちはフィクションです」としての活動を開始。YouTubeやTikTokを中心に動画を投稿している。
北海道函館市にある映画館、「シネマアイリス」にてアルバイトをしていた際、映画「きみの鳥はうたえる」の制作スタッフとして参加したことがきっかけで、自身も俳優を志し上京した。趣味はツーリング、特技は野球、バイクの運転、編集作業。
小中高ずっと野球をしていた。

## 出演

### 映画
- 君は月夜に光り輝く（2019年3月15日公開、東宝）
- 蛋ヶ岳学会事件（2019年8月28日公開、映画美学校フィクションコース第22期修了制作セレクション）
- ブレイブ -群青戦記-（2021年3月12日公開、東宝）
- 草の響き（2021年10月8日公開、コピアポア・フィルム/函館シネマアイリス）
- ケイコ 目を澄ませて（2022年12月16日公開、ハピネットファントム・スタジオ）
- 東京リベンジャーズ2 血のハロウィン編（2023年4月21日公開、ワーナー・ブラザーズ映画）

### ドラマ
- 呪怨:呪いの家（2020年、NETFLIX）
- スパイの妻（2020年6月6日、NHK）

### 舞台
- 陽だまりのカンバス（2018年9月26日 - 10月1日、小劇場てあとるらぽう）
- 毛皮のマリー（2019年4月2日 - 4月21日、新国立劇場/2019年4月25日、福岡市民会館/2019年5月8日、愛知県芸術劇場/2019年5月24日 - 5月26日、梅田芸術劇場）
- 転校生（2019年8月17日 - 8月27日、紀伊国屋ホール）
- 夏の夜の夢（2021年12月18日 - 12月19日、名古屋芸術創造センター/2021年12月22日 - 12月26日、東京芸術劇場）

### MV
- 高橋遼「キスでお別れ」（2021年3月20日公開）

### CM
- JRA：あしたのためにファンファーレ篇（2021年2月公開）